# La France et son armée
La France et son armée est un essai de Charles de Gaulle, paru en 1938.

## Genèse
Dans les années 1920, Philippe Pétain, qui souhaitait entrer à l'Académie française, et n'avait jamais écrit de livres, fit appel à De Gaulle pour la rédaction d'un ouvrage, Histoire du soldat français, qui devait être publié sous le nom du maréchal. Pétain n'en écrivit que la partie sur la Première Guerre mondiale (La Guerre mondiale 1914-1918). À la suite de dissensions entre les deux hommes, le livre ne fut jamais publié, et De Gaulle reprendra ses écrits pour la rédaction de La France et son armée.

## Édition
Une fois les épreuves corrigées par Émile Mayer, l'ouvrage paraît chez Plon dans la collection « Présences » par Daniel-Rops. Il est réédité en 2011 avec une nouvelle présentation d'Hervé Gaymard.

## Analyse
Dans La France et son armée, tout d'abord, il proclame sa neutralité, voire son indifférence en matière idéologique ; De Gaulle n’est pas plus républicain qu’antirépublicain : il est capétien aux premiers temps du royaume, à Bouvines aux côtés de Philippe Auguste, il entre à Orléans derrière Jeanne, il traverse le Rhin avec Turenne, il congratule Carnot, sous la République, autant qu’il approuvait Louvois sous Louis XIV, il est révolutionnaire à Valmy et bonapartiste en Italie ; bref, chez lui, le sentiment national l'emporte sur la nature du régime politique. Charles De Gaulle affirme son incertitude quant à l'innocence de Dreyfus : il parle de la « vraisemblance » de l’erreur judiciaire mais il déplore l’affrontement de deux meutes rivales, renvoyées dos à dos, conduisant en fin de compte à l’affaiblissement de l’armée. 
Le thème central du livre consiste à dire que l'état de l'armée est le même que celui de la nation : il y affirme dès la première page que « la France fut faite à coup d'épées. Nos pères rentrèrent dans l'histoire avec le glaive de Brennus. » et, en conclusion, à propos de la France que son « génie, tour à tour, négligent ou bien terrible, se reflète fidèlement au miroir de son armée. » Aussi, quand la France va bien, l'armée va bien aussi ; d'autre part, il écrit qu'une armée forte est indispensable à la France comme à tout pays.

## Réception critique
La France et son armée est commenté par Hubert de Lagarde dans L'Action française.